# Виборчий округ 95
Виборчий округ 95 — виборчий округ в Київській області. В сучасному вигляді був утворений 28 квітня 2012 постановою ЦВК №82 (до цього моменту існувала інша система виборчих округів). Окружна виборча комісія цього округу розташовується в центральному будинку культури за адресою м. Ірпінь, вул. Соборна, 183. Цей округ є найбільшим за кількістю виборців, якщо не враховувати Закордонний виборчий округ. Станом на 21 липня 2019 там було 203 248 виборців, при середній кількості виборців на округ у 149 342.
До складу округу входять місто Ірпінь та частина Києво-Святошинського району (населені пункти Боярка, Лука, Гореничі, Капітанівка, Михайлівка-Рубежівка та все що, на північний схід від них). Виборчий округ 95 межує з округом 91 на південному сході, з округом 94 на півдні, з округом 91 на південному заході і на заході, з округом 96 на північному заході і на півночі, з округом 218 на північному сході та з округами 219, 222 і 211 на сході. Виборчий округ №95 складається з виборчих дільниць під номерами 320559-320561, 320563-320577, 320583-320596, 320599-320606, 320610-320611, 320615-320616, 320619-320623, 320625-320627, 320641, 320643-320644, 321289-321322, 321402-321407, 321411-321416, 321421-321424 та 321427-321429.

## Народні депутати від округу
| Ім'я                          | Фото | Партія         | Скликання | Дата набуття повноважень | Дата припинення повноважень |
| ----------------------------- | ---- | -------------- | --------- | ------------------------ | --------------------------- |
| Кутовий Вячеслав Григорович   |      | Батьківщина    | 7-ме      | 12 грудня 2012           | 27 листопада 2014           |
| Гаврилюк Михайло Віталійович  |      | Народний фронт | 8-ме      | 27 листопада 2014        | 29 серпня 2019              |
| Горобець Олександр Сергійович |      | Слуга народу   | 9-те      | 29 серпня 2019           |                             |

## Результати виборів

### Парламентські

#### 2019
Кандидати-мажоритарники:
- Горобець Олександр Сергійович (Слуга народу)
- Карплюк Володимир Андрійович (самовисування)
- Скорик-Шкарівська Михайлина Михайлівна (Голос)
- Янченко Андрій Васильович (Європейська Солідарність)
- Горобець Дмитро Іванович (самовисування)
- Кириченко Олександр Васильович (Свобода)
- Нагребельний Андрій Олегович (Батьківщина)
- Подашевська Тетяна Леонтіївна (Опозиційна платформа — За життя)
- Бороденко Інна Олександрівна (Сила і честь)
- Ляшенко Микола Миколайович (самовисування)
- Смірнова Мирослава Михайлівна (УДАР)
- Азаров Олександр Ігорович (самовисування)
- Тигов Олександр Олександрович (самовисування)
- Крамаренко Вікторія Вікторівна (Хвиля)
- Титикало Роман Сергійович (самовисування)
- Мазур Ігор Петрович (самовисування)
- Супрунов Вадим Вячеславович (самовисування)
- Воробйов Олександр Григорович (Опозиційний блок)
- Кучер В'ячеслав Анатолійович (самовисування)
- Гаврилюк Михайло Віталійович (самовисування)
- Бондар Олег Васильович (самовисування)
- Іваненко Михайло Анатолійович (самовисування)
- Овчаренко Маргарита Юріївна (самовисування)
- Ліщинська Лариса Юріївна (самовисування)
- Смірнова Марина Михайлівна (самовисування)
- Возний Сергій Олександрович (самовисування)
- Немировський Андрій Валентинович (самовисування)
- Макеєва Анжела Георгіївна (самовисування)
- Козирський Руслан Вальдімарович (самовисування)
- Данилова Надія Анатоліївна (Разом сила)
- Корінь Станіслав Вікторович (Студентська партія України)
- Ястремський Максим Леонідович (Піратська партія України)
- Хом'як Дмитро Юрійович (Наша земля)
- Повч Василь Олегович (Патріот)
- Ласкін Павло Павлович (Партія місцевого самоврядування)

#### 2014
Кандидати-мажоритарники:
- Гаврилюк Михайло Віталійович (Народний фронт)
- Тигов Олександр Олександрович (Блок Петра Порошенка)
- Федорук Анатолій Петрович (самовисування)
- Мазур Ігор Петрович (Правий сектор)
- Бебешко Олена Олександрівна (Батьківщина)
- Скринник Олексій Григорович (самовисування)
- Будник Сергій Іванович (самовисування)
- Косенко Григорій Михайлович (самовисування)
- Лісничий Юрій Валентинович (самовисування)
- Цікаленко Юрій Володимирович (самовисування)
- Шевчук Людмила Степанівна (самовисування)
- Давидюк Володимир Михайлович (Воля)
- Місяць Ярослав Анатолійович (Радикальна партія)
- Омельченко Петро Михайлович (самовисування)
- Заблоцький Сергій Анатолійович (Сила людей)
- Кульчицька Юлія Анатоліївна (Опозиційний блок)
- Топал Леонід Миколайович (Сильна Україна)
- Музика Станіслав Павлович (Комуністична партія України)
- Герасимчук Костянтин Андрійович (самовисування)
- Гладишевський Володимир Романович (самовисування)
- Кандиба Сергій Володимирович (самовисування)
- Зозуленко Олександр Васильович (самовисування)
- Кравчук Ірина Володимирівна (самовисування)
- Кириченко Роман Юрійович (самовисування)
- Венгер Олена Анатоліївна (самовисування)
- Співак Володимир Миколайович (самовисування)
- Кучер В'ячеслав Анатолійович (самовисування)
- Павлова Людмила Олександрівна (Ліберальна партія України)
- Кожевін Ігор Володимирович (самовисування)
- Жорновой Анатолій Степанович (самовисування)

#### 2012
Кандидати-мажоритарники:
- Кутовий Вячеслав Григорович (Батьківщина)
- Юраков Олександр Дмитрович (УДАР)
- Мельник Петро Володимирович (Партія регіонів)
- Войцех Дмитро Петрович (самовисування)
- Цікаленко Юрій Володимирович (самовисування)
- Танцюра Леонід Олексійович (самовисування)
- Медведєв Андрій Олексійович (Комуністична партія України)
- Королюк Сергій Віталійович (Справедлива Україна)
- Доротич Сергій Іванович (самовисування)
- Кандиба Сергій Володимирович (Зелені)
- Безверха Юлія Михайлівна (самовисування)
- Пінчук Наталія-Софія Миколаївна (Солідарність жінок України)
- Шаблієнко Артур Сергійович (Україна — Вперед!)
- Шпакович Володимир Володимирович (Наша Україна)
- Зоря Іван Іванович (Союз. Чорнобиль. Україна.)
- Костюк Ольга Василівна (самовисування)
- Гончаренко Дмитро Володимирович (Слов'янська партія)
- Мусієнко Денис Володимирович (самовисування)
- Арнаутов Євген Павлович (самовисування)
- Семенюк Ірина Федорівна (самовисування)
- Брусенцов Олександр Сергійович (самовисування)
- Маляренко Ярослав Олександрович (самовисування)
- Лобас Ксенія Миколаївна (Молодіжна партія України)
- Проторченко Тетяна Миколаївна (Політична партія малого і середнього бізнесу України)
- Калуга Володимир Федорович (самовисування)
- Черток Сергій Петрович (Ліберальна партія України)
- Гавриленко Роман Павлович (Аграрна партія України)
- Омельчук Павло Петрович (самовисування)
- Семко Петро Павлович (Українська морська партія)
- Плоська Ольга Геннадіївна (Народна ініціатива)
- Шум Іван Володимирович (самовисування)
- Дубовик Максим Вікторович (самовисування)
- Мамонтов Ігор Олександрович (самовисування)
- Шпитальний Роман Романович (самовисування)
- Пачевський Ігор Станіславович (самовисування)
- Дмитерко Михайло Юрійович (самовисування)
- Нечаєв Володимир Євгенійович (Відродження)
- Невгод Олександр Олександрович (самовисування)
- Нікітчук Володимир Олегович (Віче)
- Хардін Олег Олександрович (самовисування)

## Явка
Явка виборців на окрузі: